# 加姆勒豪根

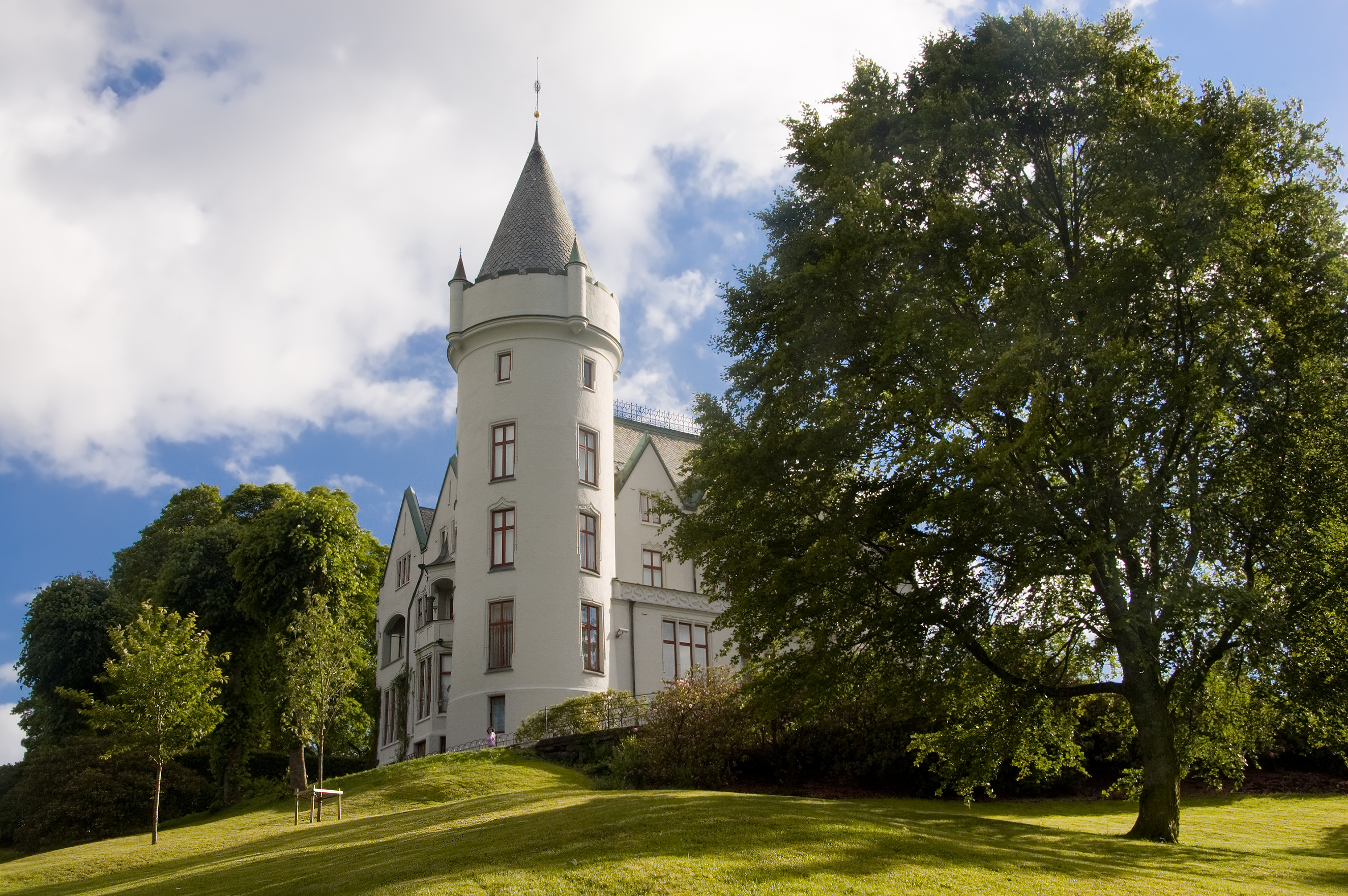
加姆勒豪根

加姆勒豪根（Gamlehaugen）是位於挪威卑爾根的一座莊園建築，也是挪威王室在卑爾根的住宅。加姆勒豪根的歷史可以追溯至中世紀，其的歷代所有者中許多都曾是卑爾根最富裕的人。現在加姆勒豪根由挪威政府所有。而最近的一位私人所有者是1905年至1907年之間的挪威首相克里斯蒂安·米切爾森。

## 外部連結
维基共享资源上的相關多媒體資源：加姆勒豪根
- Official web site（页面存档备份，存于）

60°20′33.22″N 5°20′13.05″E / 60.3425611°N 5.3369583°E